# Список рекордів кримських водних хемогенних печер

## Список рекордівкримських[1]водних хемогенних печер
- Найдовший для кримських печер окремий сталактит довжиною 6 м знаходиться в печері Геофізичній (Ай-Петринський массив).
- Найвища для кримських печер натічна колона має висоту 20 м і розташована в печері Крубера (Карабі-Яйла).
- Найбільша для кримських печер повалена (очевидно, землетрусом) колона довжиною 8 м, діаметром 2,2 м і вагою 76 т знаходиться в печері Монастир-Чокрак (Карабі-Яйла).
- Найбільше для кримських печер число печерних «перлин» в одній знахідці — 16185 штук, розмірами від 0,1 мм до 2,7 см виявлено в гідродинамічній пастці в стіні шахти «Бездонна» (Чатирдаг).
- Найбільший для кримських печер туфовий майданчик має площу 15 000 м² і розташований у Червоній печері.
- Максимальна для кримських печер кількість напівсезонних слойків — в прорваних стінках натічних гребель-гурів у Червоній печері — 10000 штук (в них відображені сонячні ритми активності і цикли зміни водності півострова), їх вік — 1750 років.
- Найдавніший для кримських печер натьок — у печері «Мармурова», його вік — 60 тис. років.

## Ресурси Інтернету
- Перелік класифікованих печер [Архівовано 4 серпня 2020 у Wayback Machine.]

## Виноски
1. ↑   Водні хемогенні відкладення — відкладення з текучої і стоячої води, в основному кальцитового складу